# Larissa Klaassen
Larissa Klaassen (Den Helder, 1994) is een Nederlands wielrenster en baanwielrenster die actief is in het para-cycling. Klaassen kan door een visuele beperking alleen het verschil tussen licht of donker waarnemen. Om deze reden rijdt ze haar wedstrijden als stoker op de tandem. Ze nam samen met Haliegh Dolman deel aan de Paralympische Spelen in 2016 en won hierbij een zilveren medaille. In 2016 wonnen Klaasen en Dolman de 1 km tijdrit op het wereldkampioenschap para-cycling.
Klaassen won in 2013 de publieksprijs van de Research Battle van de Hogeschool van Amsterdam met de door haar ontwikkelde brailletekens voor wiskundige symbolen, waarmee wiskunde ook voor blinden toegankelijk wordt. In 2014 riep het tijdschrift Viva haar uit tot ‘Stoerste Vrouw van Nederland’. 
Klaassen groeide op op het eiland Texel.
Sinds 2018 rijdt Klaassen met pilote Imke Brommer. Samen wonnen ze bij de Paralympische Zomerspelen in 2021 goud op de 1 km tijdrit.

## Belangrijkste resultaten
2013
- Nederlands kampioenschap tijdrijden (samen met Kim van Dijk)

2014
- Nederlands kampioenschap tijdrijden (samen met Kim van Dijk)

2015
- Nederlands kampioenschap baanwielrennen omnium (samen met Haliegh Dolman)
- 1e Para-cycling cup Newport baanwielrennen 1 km (samen met Haliegh Dolman)
- 1e Para-cycling cup Newport baanwielrennen sprint (samen met Haliegh Dolman)
- Wereldkampioenschappen baanwielrennen, 1 km (samen met Haliegh Dolman)

2016
- Wereldkampioenschappen baanwielrennen, 1 km (samen met Haliegh Dolman)
- Wereldkampioenschappen baanwielrennen, sprint (samen met Haliegh Dolman)
- Paralympische Zomerspelen baanwielrennen, 1 km tijtrit (samen met Haliegh Dolman)

2018
- 2e plaats Healthy Ageing Tour (samen met Lola Bakker)

2020
- Wereldkampioenschappen baanwielrennen, teamsprint (samen met Imke Brommer,

Vincent ter Schure, Timo Fransen)
- Wereldkampioenschappen baanwielrennen, 1km tijdrit (samen met Imke Brommer)